# Rapport final de la commission nationale sur les attaques terroristes contre les États-Unis

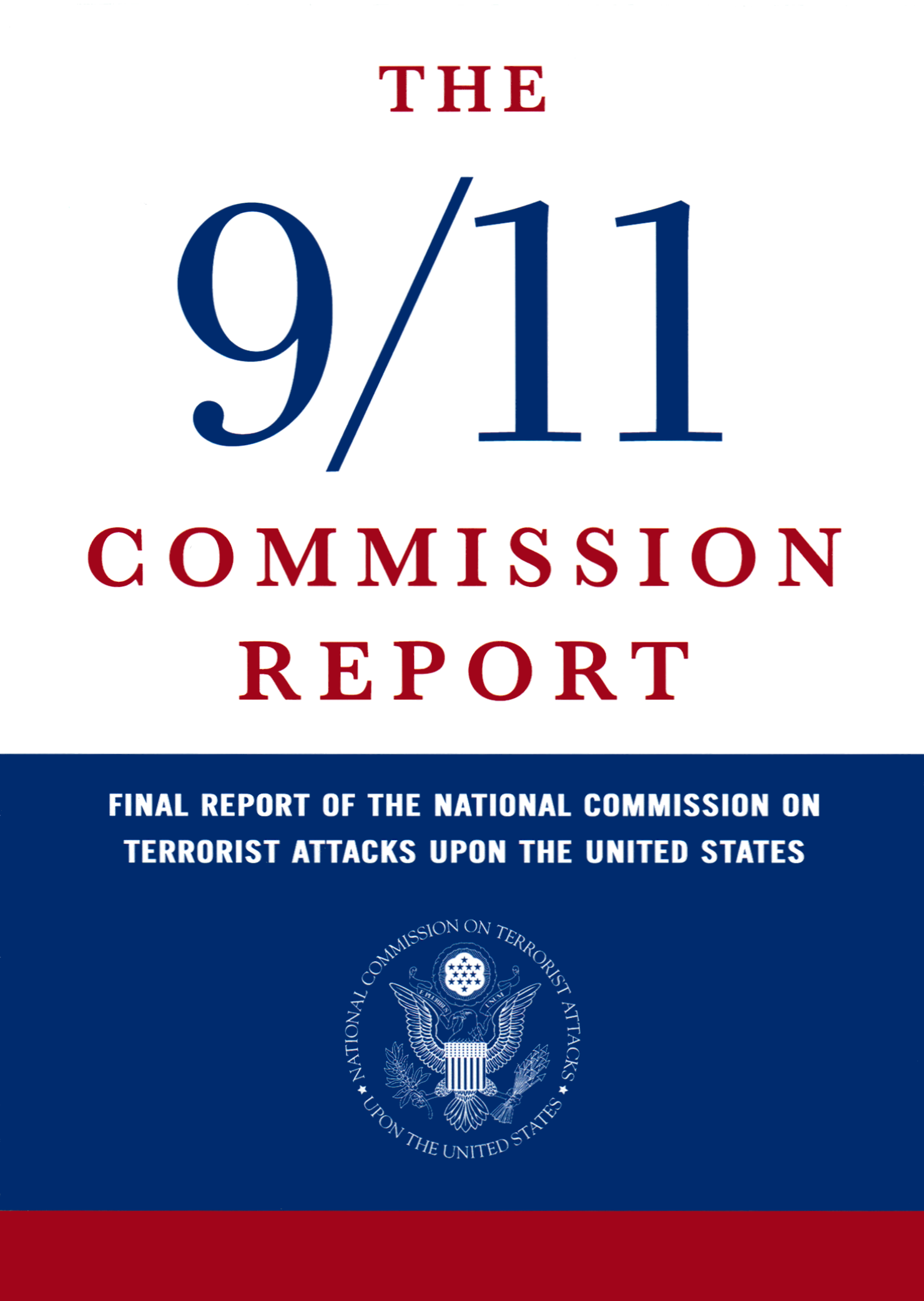
La couverture du rapport.

Le rapport final de la commission nationale sur les attaques terroristes contre les États-Unis est le rapport officiel sur les attentats du 11 septembre 2001. Il a été préparé sur demande du président des États-Unis et du Congrès des États-Unis. Il peut être acheté ou téléchargé librement.
Le rapport a été publié le 22 juillet 2004 après qu'un prolongement de 60 jours eut été accordé.

## Le rapport
La commission a interviewé plus de 1 200 personnes dans 10 pays dont les présidents Bill Clinton et George W. Bush ainsi que les principaux responsables de l'administration des États-Unis et inspecté plus de 2,5 millions de pages de documents, y compris des documents classifiés pour cause de sécurité nationale.
Le rapport de 585 pages format A4, dont 157 pages d'annexes se découpe en treize chapitres qui revient sur la chronologie précise des événements, les opérations de secours, la façon dont la journée du 11 septembre a été vécue à la Maison Blanche, par les forces armées, l'administration et les services de renseignements américains. Il étudie la genèse des mouvements islamistes intégristes, présente la biographie des terroristes, analyse leurs sources de financement et leurs méthodes de combat. Il souligne également la vulnérabilité des États-Unis, la faiblesse de la protection des frontières et les failles du Renseignement. Enfin, il propose une réforme du système de sécurité américain et des relations des États-Unis avec le monde arabe.
Le résultat est une narration très détaillée au sujet des 19 hommes à l'origine des détournements des vols, des réseaux terroristes ainsi que des manquements en cascade dans les procédures conçues pour faire face à de tels évènements (la section consacrée à ce dernier thème est significativement intitulée : « l'improvisation d'une défense du territoire »).
La commission souligne que le message d'Oussama ben Laden « a suscité l'appui actif de milliers de jeunes Musulmans mécontents ainsi qu'un écho puissant auprès d'un nombre beaucoup plus large encore de sympathisants qui ne soutiennent pas activement ses méthodes ».
Pour ce qui est de l'effondrement des tours du WTC, elle conclut qu'il est dû aux dommages causés par les avions aux protections thermiques des poutres du pourtour des immeubles supposés porter l'essentiel de la charge.

### Organisation du rapport
- Sommaire
- Table des matières, liste des illustrations et tableaux, membres et équipe de la commission
- Préface
- Chapitre 1 : « Nous avons plusieurs avions »
- Chapitre 2 : Les fondements du Nouveau Terrorisme
- Chapitre 3 : Le contre-terrorisme évolue
- Chapitre 4 : Les ripostes aux premières attaques d'Al-Qaida
- Chapitre 5 : Le sol américain dans la ligne de mire d'Al-Qaida
- Chapitre 6 : D'une menace à l'autre
- Chapitre 7 : La menace prend forme
- Chapitre 8 : « Le voyant était au rouge »
- Chapitre 9 : Héroïsme et horreur
- Chapitre 10 : État de guerre
- Chapitre 11 : Analyse prospective et rétrospective
- Chapitre 12 : Que faire ? Une stratégie globale
- Chapitre 13 : Comment faire ? Une façon différente d'organiser le gouvernement
- Appendices
- Notes

Deux chapitres ont des citations en guise d'intitulés : We have some planes (chap. 1) est la phrase que Mohammed Atta croyait qu'il prononce aux passagers du vol 11 mais se trompa de bouton et transmettait aux contrôleurs aériens ; The system was blinking red (chap. 8) est une phrase de George Tenet, directeur de la CIA, sur l'état d'alerte à l'été 2001 face à une attaque d'une grande envergure.

### Financement des attaques
Le rapport (page 169) estime que le coût pour Al-Qaida de la préparation et de l'exécution des attentats du 11 septembre a été de 400 000 à 500 000 dollars.
Les terroristes du 11 septembre ont utilisé des établissements financiers américains pour y déposer leur argent, le transférer et le retirer :
- ils ont déposé de l'argent dans des comptes américains, avec des transferts électroniques et des dépôts en espèces ou des chèques de voyage apportés de l'étranger ;
- en outre, plusieurs terroristes avaient de l'argent dans des comptes à l'étranger, auxquels ils accédaient depuis les États-Unis avec des distributeurs de billets et des transactions avec carte de crédit ;
- les terroristes ont reçu de l'argent de réseaux de soutien en Allemagne et aux Émirats arabes unis, ou directement de Khalid Sheikh Mohamed lors de passages au Pakistan avant d'arriver aux États-Unis ;
- les terroristes ont dépensé de l'argent surtout pour des cours de pilotage, des déplacements et des frais de séjour tels que hôtels, nourriture, voitures et assurance automobile ;
- avant le 11 septembre 2001, les contrôles financiers étaient conçus pour détecter le blanchiment d'argent de la drogue ; ils ne pouvaient donc pas détecter ou empêcher les transactions des terroristes.

Il faut comparer ce coût modeste aux budgets débloqués par les États-Unis pour compenser les conséquences de ces attentats (page 327) : 20 milliards de dollars pour la ville de New York, plus 20 milliards de dollars dans le reste du pays auquel il faut y ajouter les 193 milliards de dollars des budgets antiterroristes globale des diverses administrations (page 361).

### Recommandations pour le renseignement américain
Le rapport a identifié des carences, qui ont été dramatiquement révélées par les attentats du 11 septembre 2001. Parmi celles-ci, on notera le fractionnement des services et leurs difficultés à effectuer un travail conjoint, la faible capacité à établir les priorités et réattribuer les ressources ainsi que le trop grand nombre de fonctions confiées au directeur du renseignement central (DCI). La commission d'enquête a estimé que ce dernier « occupe actuellement trois fonctions au moins. Il lui est demandé de diriger une agence particulière, la CIA. Il lui est demandé de gérer la confédération floue des agences qui forment l'Intelligence Community. Il lui est demandé d'être l'analyste en chef du Gouvernement, conseillant directement le Président en sa qualité de principal conseiller au renseignement. Aucun des derniers directeurs du renseignement central n'a pu assurer ces trois fonctions de façon satisfaisante. En général, c'est la gestion de la communauté du renseignement qui pâtit [...]. »
Afin de remédier à ces problèmes, la commission a présenté deux grandes propositions de réforme destinées à améliorer la coordination. La première consiste à établir un centre national du contre-terrorisme (NCTC), succédant à l'actuel centre d'intégration de la menace terroriste (TTIC) et destiné à constituer un centre de planification opérationnelle et du renseignement conjoint. La seconde vise à remplacer la fonction de DCI par celle de directeur du renseignement national (NID), responsable principalement de la supervision des centres de renseignement nationaux pour l'ensemble du gouvernement, de la gestion du programme national du renseignement et de la supervision des agences qui y contribuent.

### Recommandations à l'échelle internationale
- « Pour les parents musulmans, les terroristes comme Ben Laden ne peuvent rien offrir à leurs enfants que des perspectives de violence et de mort. L'Amérique et ses amis ont un gros avantage : nous pouvons offrir à ces parents des perspectives d'un avenir meilleur pour leurs enfants. »

« Cette vision de l'avenir devrait montrer la vie au lieu de la mort, ainsi que des opportunités de progrès individuel, de formation et de progrès économique. Elle devrait promettre une participation à tous les aspects de la vie politique et refuser la violence aveugle. Elle implique l'État de droit, la possibilité de débattre ouvertement, et la tolérance à l'égard des points de vue divergents. »
« Lorsque dans un pays musulman, même ami, le gouvernement ne respecte pas ces principes, les États-Unis doivent agir pour un avenir meilleur. La guerre froide nous a appris que les avantages à court terme d'une coopération avec les gouvernements répressifs et brutaux se payaient trop souvent par des reculs de l'image de l'Amérique et des dommages pour ses intérêts. » (pages 376-377)
- « Le gouvernement des États-Unis devrait proposer de s'associer à d'autres pays, pour soutenir généreusement un nouveau Fonds international pour la jeunesse. L'argent recueilli serait dépensé directement pour construire et animer des écoles primaires et secondaires dans les pays musulmans qui s'engagent à des investissements sages de leurs propres fonds en enseignement. » (page 378)

- « Les États-Unis devraient inciter d'autres pays à développer une stratégie complète de coalition contre le terrorisme islamiste. Il y a plusieurs institutions multilatérales où ces problèmes devraient être abordés. Mais les politiques les plus importantes devraient être discutées et coordonnées au sein d'un groupe de contact souple de gouvernements leaders de la coalition. C'est ainsi qu'on peut développer des stratégies communes pour contrôler les voyages des terroristes ou pour éliminer les lieux où ils peuvent trouver refuge. »

- « Le terrorisme ne vient pas de la pauvreté. En réalité, de nombreux terroristes sont issus de familles relativement aisées. Les conditions favorables au terrorisme sont la perte d'espoir, l'effondrement de la société et la fragmentation d'un pays. Les politiques économiques rétrogrades et les régimes politiques répressifs deviennent peu à peu des sociétés sans espoir, où l'ambition et la passion n'ont pas d'issue constructive. Les politiques qui supportent le développement et les réformes économiques ont aussi des retombées politiques. Les libertés économiques et politiques ont tendance à être liées. Le commerce, et en particulier le commerce international, a besoin d'une coopération et de compromis continus, de l'échange des idées à travers les barrières culturelles, et du règlement pacifique des différents par la négociation et le respect de la loi. La croissance économique développe la classe moyenne, base de réformes supplémentaires. Les économies qui réussissent sont basées sur des secteurs privés dynamiques, qui ont intérêt à voir baisser l'ingérence de l'État. Les gens qui prennent l'habitude de maîtriser leur propre destinée économique se mettent rapidement à vouloir une part du pouvoir de gestion de leurs communautés et de leur société politique. Le gouvernement des États-Unis a annoncé vouloir progresser vers une zone de libre-échange entre les États-Unis et le Moyen-Orient, d'ici 2013. Les États-Unis ont cherché à conclure des accords étendus de libre-échange avec les pays du Moyen-Orient les plus engagés sur la voie des réformes. L'accord de libre-échange (ALE) avec Israël a été conclu en 1985 et le Congrès a approuvé un ALE avec la Jordanie en 2001. Ces deux accords ont développé le commerce et les investissements, encourageant de ce fait des réformes économiques. En 2004, de nouveaux ALE ont été signés avec le Maroc et Bahreïn et attendent l'accord du Congrès. » (page 378). L'accord de libre-échange entre les États-Unis et le Maroc est entré en vigueur le 1er janvier 2006 et celui avec le Bahreïn en août 2006, un accord avec Oman est lui entré en vigueur le 1er janvier 2009[4].

## Les critiques
En 2006, certains membres de la commission ont exprimé des doutes sur la véracité de la version initiale des faits fournie par le Pentagone.
Le rapport affirme que la menace de détournements de vols commerciaux aux États-Unis mêmes — utilisés comme bombes dirigées — ne fut pas prise en considération par le NORAD avant le 11 septembre. Cependant, des magazines comme USA Today ont publié des articles, tel celui intitulé « Le NORAD a conduit des exercices où des avions étaient utilisés comme armes », décrivant des vols détournés ayant pour cible le World Trade Center.